# Take Care (singolo)
Take Care è il quarto singolo del rapper canadese Drake tratto dal suo secondo album di inediti, Take Care. Il brano è in collaborazione con la cantante barbadiana Rihanna. In seguito all'uscita dell'album, Take Care ha debuttato al nono posto nella Billboard Hot 100 e Digital Songs a causa delle forti vendite digitali di oltre 162 000 copie. Il brano verrà pubblicato ufficialmente il 21 febbraio 2012.

## Descrizione
Take Care è stato scritto da Drake, Jamie Smith e Noah Shebib, con una produzione gestita da questi ultimi due, sotto i nomi di produzione Jamie xx e 40. Rihanna torna ad affiancare il rapper, ed è il secondo sforzo musicale che la coppia ha operato dopo il singolo alla numero uno What's My Name?, tratto dal quinto album di inediti di Rihanna, Loud nel 2010, sempre a fianco di Drake.

## Accoglienza
David Amidon da PopMatters ha esaltato la collaborazione di Drake con Rihanna e la performance vocale della stessa prestando attenzione al contenuto del testo, scrivendo "Rihanna ci lascia una resa vocale molto, ma molto più bella di quella che ci saremmo mai potuto aspettare dalle sue labbra che essenzialmente perdonano Drake e gli promettono amicizia per tutta la vita". Tim Sendra da AllMusic ha lodato anche lui la resa vocale di Rihanna, definendola "tipicamente stupenda" e ha proseguito scrivendo che Take Care sia "il pezzo più unico" nel disco. Glenn Gamboa da Newsday ha definito il brano "bellissimo", ribattendo che Rihanna ha sollevato il tono depressivo che è presente in quasi tutti i brani di Drake. Gamboa l'ha paragonato a We Found Love, singolo di lancio del sesto disco di inediti di Rihanna, definendola una "dolce controparte".

## Video musicale
Un video musicale è stato girato nel febbraio 2012, diretto da Yoann Lemoine. Dopo tanti lanci mancati, la première del video è avvenuta il venerdì 6 aprile 2012 su MTV, OVO e wordonroad.net. Il video è arrivato sul canale VEVO di Drake solo il 23 aprile 2012.

## Altre versioni
Una cover del singolo è stata fatta dalla band indie rock britannica Florence and the Machine nel 2011 in un live loung della BBC Radio 1 dalle atmosfere art rock, alternative rap e soul.

## Classifiche

### Classifiche settimanali
| Classifica (2011/12) | Posizione massima |
| -------------------- | ----------------- |
| Australia            | 9                 |
| Belgio (Fiandre)     | 36                |
| Canada               | 15                |
| Danimarca            | 8                 |
| Francia              | 55                |
| Irlanda              | 18                |
| Nuova Zelanda        | 7                 |
| Regno Unito          | 9                 |
| Stati Uniti          | 7                 |
| Slovacchia           | 41                |
| Svezia               | 53                |
| Svizzera             | 50                |

### Classifiche di fine anno
| Classifica (2012) | Posizione |
| ----------------- | --------- |
| Stati Uniti       | 23        |